# Lövskär, Iniö
Lövskär är en ö i Finland. Den ligger i Skärgårdshavet och i kommunen Pargas i landskapet Egentliga Finland, i den sydvästra delen av landet. Ön ligger omkring 56 kilometer väster om Åbo och omkring 200 kilometer väster om Helsingfors.
Öns area är 6,4 hektar och dess största längd är 350 meter i sydväst-nordöstlig riktning.